# Gmina Ciasna
Gmina Ciasna (dříve gmina Ciasno) je vesnická obec v okrese Lubliniec ve Slezském vojvodství. V letech 1975–1998 byla začleněna pod správu Čenstochovského vojvodství. Po roce 1999 patří pod Slezské vojvodství. Sídlo gminy je v Ciasně.
Podle statistických údajů z 30. června 2004 v obci žilo 7989 osob.

## Povrch
Podle statistických údajů z roku 2002 gmina Pawonków má rozlohu 134,17 km2: z toho
- zemědělská půda: 51 %
- lesy a lesní porost: 40 %

Obec zaujímá 16,32 % povrchu okresu Lubliniec.

## Počet obyvatel
Údaje jsou z roku 2004, 2008 a 2011
|                               | celkem | celkem | ženy | ženy | muži | muži |
| rok                           | osob   | %      | osob | %    | osob | %    |
| ----------------------------- | ------ | ------ | ---- | ---- | ---- | ---- |
| 2004                          | 7989   | 100    | 4055 | 50,8 | 3934 | 49,2 |
| hustota počet obyvatel na km2 | 59,5   | 59,5   | 30,2 | 30,2 | 29,3 | 29,3 |
| 2008                          | 7816   | 100    | 3983 | 51,0 | 3833 | 49,0 |
| 2011                          | 7798   | 100    | 3959 | 50,8 | 3839 | 49,2 |
| 2013                          | 7700   | 100    | 3908 | 50,8 | 3792 | 49,2 |
| 2015                          | 7577   | 100    | 3864 | 51,0 | 3713 | 49,0 |

## Obce gminy
Ciasna, Dzielna, Glinica, Jeżowa, Molna, Panoszów, Sieraków Śląski, Wędzina, Zborowskie.

## Sousední gminy
Dobrodzień, Herby, Kochanowice, Olesno, Pawonków, Przystajń